# 4 Armia Powietrzna

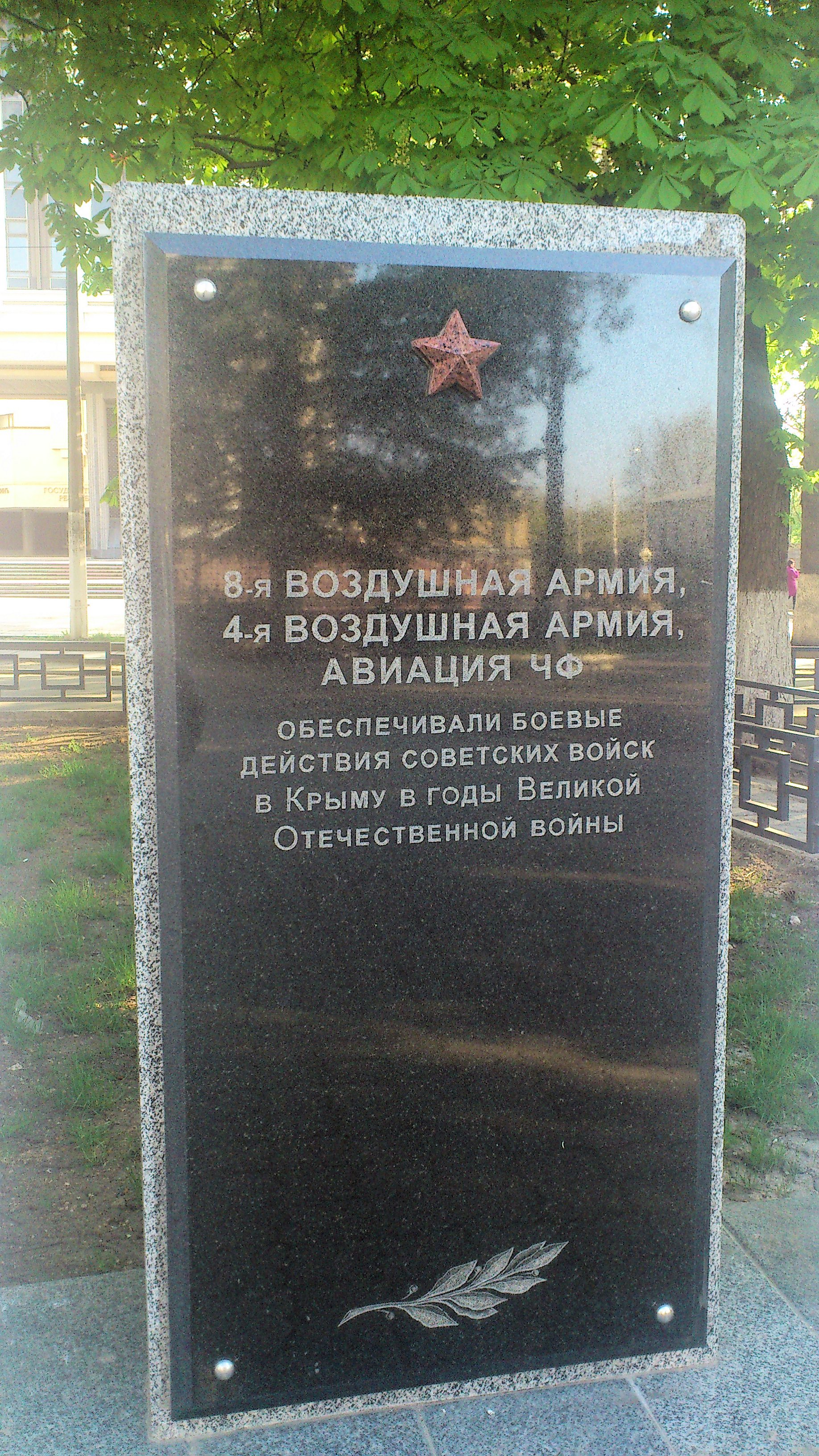
Pomnik 4 Armii Powietrznej w Symferopolu

4 Armia Powietrzna (ros. 4-я воздушная армия) – jedna z armii Związku Radzieckiego i Federacji Rosyjskiej (obecnie 4 Dowództwo Wojsk Lotniczych i Obrony Przeciwlotniczej; ros. 4 Командование Военно Воздушных Сил и Противовоздушной Обороны).

## Historia
Początek formowania sił 4 AL – 20 czerwca 1941. Była formowana jako Wojska Lotnicze Frontu Południowego ze składu Wojsk Lotniczych Moskiewskiego Okręgu Wojskowego, z sił lotniczych 9 i 18 Armii Ogólnowojskowej, samodzielnych dywizji oraz pułków i liczyła 827 samolotów. Formowania dowództwa i sztabu – pierwsze dni wojny ZSRR i Niemiec (czerwiec 1941) w rejonie Winnicy w Ukraińskiej Socjalistycznej Republice Radzieckiej. Pierwszy dowódca Wojsk Lotniczych Frontu – gen. major lotnictwa P.S. Szełuchin. W maju 1942 Wojska lotnicze Frontów i Armii zostały podporządkowane jednemu dowództwu i przeorganizowane w armie lotnicze. Siły Wojsk Lotniczych Frontu Południowego zgodnie z rozkazem nr 0085 z 7 maja 1942 Ludowego Komisarza Obrony przemianowano na 4 Armię Powietrzną. Formowanie Armii zostało zakończone 22 maja 1942. W skład 4 AL weszły:
- 216 Dywizja Lotnictwa Myśliwskiego (dowódca gen. mjr lot W.I. Szewczenko);
- 217 Dywizja Lotnictwa Myśliwskiego (dowódca płk D.P. Gałunow);
- 229 Dywizja Lotnictwa Myśliwskiego (dowódca płk P.G. Stiepanowicz);
- 230 Dywizja Lotnictwa Szturmowego (dowódca ppłk S.G. Gietman);
- 219 Dywizja Lotnictwa Bombowego (dowódca płk I.T. Batygin);
- 218 Nocna Dywizja Lotnictwa Bombowego (dowódca D.D. Popow);
- siedem samodzielnych pułków mieszanych;
- pułk szkolny;
- eskadra łączności;
- eskadra dalekiego rozpoznania.

Uzbrojenie 208 samolotów, skład – 437 załóg lotniczych. Na początku czerwca 1942 4 Armia Powietrzna została wzmocniona 588 nocnym pułkiem lekkich bombowców (pułk kobiecy – dowódca – J.D. Wierszanskaja). Pierwszym dowódcą 4 Armii Powietrznej był gen. mjr lotn. Konstantin Wierszynin. 28 lipca 1942 4 AL została podporządkowana sformowanemu Frontowi Północno-Kaukaskiemu i osłaniała wycofujące się wojska. Od 11 sierpnia 1942 Armia walczyła w składzie Północnej Grupy Wojsk Zakaukaskiego Okręgu Wojskowego. 
1 stycznia 1943 uderzenia Armii dały początek operacji zaczepnej wojsk Armii Czerwonej na kierunku stawropolskim. W czasie wyzwolenia Kaukazu Północnego ponad 70 lotników było nagrodzonych tytułem Bohatera Związku Radzieckiego. Od 1 listopada 1943 4 AL brała udział w operacji na półwyspie Kercz, dalej do wiosny 1944 brała udział w wyzwalaniu Sewastopola i Krymu. 12 maja 1944 dowództwo 4 AL przebazowano do m. Rosławl (płd. Smoleńsk) i podporządkowano 2 Frontowi Białoruskiemu. Armia rozpoczęła przygotowania do operacji Bagration. W okresie październik-listopad Armia przygotowywała się do decydujących operacji na terenie okupowanej Polski i Prus Wschodnich. 
4 Armia Powietrzna zakończyła działania bojowe udziałem w operacji berlińskiej w 1945. W latach 1941–1945 4 AL wzięła udział w 17 zaczepnych operacjach frontowych, od Podgórza Kaukazu, na Kubaniu, w Tamaniu, na Krymie, Białorusi, w Prusach, Polsce i bitwie o Berlin. Piloci Armii wykonali 349 tys. wylotów bojowych, zrzucili 2 mln szt. bomb. Zniszczyli i uszkodzili w walkach powietrznych i na lotniskach ok. 5 tys. samolotów. Najwyższe Naczelne Dowództwo 42 razy ogłaszało „podziękowania” związkom taktycznym i jednostkom Armii za działania bojowe. 282 lotników było wyróżnionych tytułem Bohatera Związku Radzieckiego, 7 pilotów było wyróżnionych tytułem dwukrotnie, a Aleksander Pokryszkin trzykrotnie. 41 360 żołnierzy i oficerów było wyróżnionych orderami i medalami. 17 jednostek otrzymało tytuł jednostek gwardyjskich, 46 jednostek otrzymało tytuły od nazw wyzwolonych miejscowości i terytoriów, a 76 jednostek wyróżniono orderami.
Po II wojnie światowej 4 AL stacjonowała w Polsce. Początkowo w takim składzie w jakim uczestniczyła w operacji berlińskiej:
- 4 Korpus Lotnictwa Szturmowego – gen. por. lotn. G. Bajdukow
- 5 Korpus Lotnictwa Bombowego – gen. mjr lotn. M. Borisienko
- 8 Korpus Lotnictwa Myśliwskiego – gen. por. lotn. Aleksandr Osipienko,

później w składzie dwóch dywizji lotnictwa bombowego i jednej dywizji lotnictwa myśliwskiego. W latach sześćdziesiątych XX w. Armię przemianowano na 37 Armię Powietrzną. 22 lutego 1968 na cześć 50-lecia Armii Radzieckiej, Armię wyróżniono orderem Czerwonego Sztandaru i wręczeniem nowego sztandaru.
4 kwietnia 1968, w celu zachowania tradycji bojowych Armii przywrócono nazwę 4 Armii Powietrznej Stawki Najwyższego Naczelnego Dowództwa. 4 AL brała udział w operacji „Dunaj” w Czechosłowacji. W 1984 4 AL została podporządkowana Głównemu Dowództwu Wojsk Kierunku Zachodniego. 22 sierpnia 1992 dowództwo i sztab Armii zostały przebazowane do Rostowa nad Donem. Armia zostaje przeformowana. W jej skład wchodzą związki taktyczne i jednostki z Kubania, Polski i Niemiec. W latach 1992–1994 jednostki 4 AL wchodzą w skład sił ONZ, wydzielanych przez Rosję w strefie walk w Osetii i Inguszetii, w latach 1993–1994 w Abchazji, a w latach 1993–1998 w Tadżykistanie. W latach 1994–1996 siły 4 AL brały udział w walkach na terenie Czeczenii, wykonując ponad 13 tys. lotów bojowych z nalotem ponad 21 tys. godzin.
1 czerwca 1998 na bazie sił 4 AL i 12 Samodzielnego Korpusu OPK była sformowana 4 Armia Wojsk Lotniczych i Obrony Przeciwlotniczej. Od 8 sierpnia 1999 do 2003 związki operacyjne, taktyczne i jednostki 4 A WL i OPlot. uczestniczą jako siły ONZ w działaniach w Dagestanie i Czeczenii. 30 grudnia 2002 w skład 4 A WL i OPlot. weszły jednostki lotnictwa Północnokaukaskiego Okręgu Wojskowego.
Od 1993 – 39 żołnierzy i oficerów Armii wyróżniono tytułem bohatera Federacji Rosyjskiej, z nich 17 pośmiertnie. Od 1994 – 2100 żołnierzy i oficerów wyróżniono orderami i medalami za walki w Dagestanie i Czeczenii.
W 2009 4 A WL i OPlot. przemianowano na 4 Dowództwo Wojsk Lotniczych i Obrony Przeciwlotniczej.

## Dowództwo armii
Dowódca:
- gen. płk Konstantin Wierszynin[3]

Szef sztabu:
- gen. mjr A. N. Aleksiejew[4]

## Struktura organizacyjna
Skład w 1990
- 239 Baranowicka Dywizja Lotnictwa Myśliwskiego – Kluczewo:
- 132 Sewastopolska Dywizja Lotnictwa Myśliwsko-Bombowego – Czemiachowsk
- 149 Dywizja Lotnictwa Myśliwsko-Bombowego – Szprotawa

Jednostki podporządkowania armijnego:
- 164 Gwardyjski Kerczeński pułk lotnictwa rozpoznawczego – Brzeg;
- 151 pułk lotnictwa rozpoznawczego WRE – Brzeg;
- 55 pułk śmigłowców transportowych – Kołobrzeg Bagicz;
- 245 eskadra lotnictwa mieszanego;
- 25 eskadra śmigłowców;
- 19 Łomżyński pułk łączności – Legnica;
- 485 batalion zabezpieczenia radiotechnicznego;
- 635 batalion zabezpieczenia radiotechnicznego – Brzeg.

dywizja Federacji Rosyjskiej
- 1 Stalingradzka, Swirska Mieszana Dywizja Lotnicza – dowództwo w Jejsku,
  - 368 pułk lotnictwa szturmowego – Budionnowsk – Su 25 SM,
  - 461 pułk lotnictwa szturmowego – Krasnodar – Su 25 SM,
  - 960 pułk lotnictwa szturmowego – Primorsko Achtarsk – Su 25,
  - 559 pułk lotnictwa bombowego – Morozowsk – Su 24, Su 24 M,
  - 959 pułk lotnictwa bombowego – Jejsk – Su 24.

- 51 Stalingradzki Korpus Obrony Przeciwlotniczej – dowództwo w Rostowie nad Donem.
  - 3 Gwardyjski Pułk Lotnictwa Myśliwskiego – Krymsk – Su 27,
  - 31 Gwardyjski Pułk Lotnictwa Myśliwskiego – Ziernograd – MiG 29,
  - 19 Gwardyjski Nikołajewski Pułk Lotnictwa Myśliwskiego – Millerowo – MiG 29 SM,
  - 1536 Doński pułk rakiet plot. – Rostów nad Donem – S 300 PM (2 dywizjony),
  - 1537 Kubański pułk rakiet plot. – Noworosyjsk – S 300 PM,
  - 338 pułk r/techniczny Rostów nad Donem,
  - 339 pułk r/techniczny – Astrachań,
  - 32 pułk r/techniczny – Wołgograd.

- 11 samodzielny Witebski pułk rozpoznania lotniczego – Marinowka – Su 24 MR,
- 325 samodzielny pułk śmigłowców transportowych – Jegorłykskaja – Mi 8, Mi 26,
- 55 samodzielny Sewastopolski pułk śmigłowców – Korienowsk – Mi 8, Mi 24,
- 487 samodzielny pułk dowodzenia – Budionowsk – Mi 8, Mi 24, Mi 28 N,
- samodzielny pułk śmigłowców – Hankała – Mi 8, Mi 24,
- 229 Baza Lotnicza Rostów nad Donem – Mi 8, An 12, An 26,
- 3224 Baza Lotnicza – Erebuni (Armenia) – MiG 29 S,
- 42 samodzielny pułk łączności – Rostów nad Donem,
- 250 Centrum Przygotowań Fizycznych i Specjalnych – Ziernograd.